# Greg Stafford
Francis Gregory Stafford, detto Greg (Waterbury, 9 febbraio 1948 – Arcata, 11 ottobre 2018), è stato un autore di giochi e scrittore statunitense.
È stato il creatore dell'ambientazione Glorantha, coprogettista dei giochi di ruolo RuneQuest, Pendragon e HeroQuest, fondatore della Chaosium e della Issaries, autore dei giochi da tavolo White Bear and Red Moon e Nomad Gods e coprogettista del videogioco King of Dragon Pass. Fu sposato con Suzanne Courteau, un'altra giocatrice di giochi di ruolo incontrata ad una partita di Stormbringer, ed ebbe tre figli.
Interessato fin da giovanissimo alla mitologia (greca, norvegese, germanica), mentre studiava al college nel 1966 cominciò a scrivere racconti basati su miti di sua propria creazione, dato che aveva ormai letto tutte le opere sull'argomento disponibili nelle librerie a cui aveva accesso. Questo fu l'inizio di Glorantha.
Intorno al 1974 creò il wargame White Bear and Red Moon, ambientato nel mondo di Glorantha e che riguardava la lotta di diversi popoli nell'area di Dragon Pass, ma che in essenza era il conflitto tra il Lunar Empire, il regno barbarico di Sartar e i loro alleati. Non riuscendo a trovare un editore decise di fondare una propria casa editrice: la Chaosium nel 1975.
Successivamente alla pubblicazione di Dungeons & Dragons decise di pubblicare un gioco di ruolo basato sull'ambientazione Glorantha, che fu pubblicato nel 1978, basato sul regolamento scritto da Steve Perrin.
Alla fine degli anni novanta uscì dalla Chaosium portando con sé i diritti su Glorantha e fondò la Issaries. Utilizzò il denaro ricavato dalla divisione dalla Chaosium per produrre, con la collaborazione di Robin Laws, un nuovo gioco di ruolo ambientato in Glorantha: Herowars ma basato su regole più narrative e meno simulative. Ma per motivi economici si vide costretto a pubblicarla nel 2000, senza prima aver potuto correggere tutti gli errori. Infine nel 2003 pubblicò HeroQuest, una nuova versione di Hero Wars riveduta e corretta.
Si interessò anche di archeologia e di sciamanesimo.